# Nagib osi
Nagib osi je kut inklinacije između osi rotacije nekog tijela i osi njegove orbitalne ravnine.

## Poveznice
- Gregorijanski kalendar
- Sjevernjača
- Godišnja doba